# منتخب كازاخستان لكرة الطائرة للسيدات
منتخب كازاخستان الوطني لكرة الطائرة للسيدات (بالروسية: Женская сборная Казахстана по волейболу)‏ هو ممثل كازاخستان الرسمي في المنافسات الدولية في كرة طائرة في فئة كرة الطائرة للسيدات.